# Kondagaon
Kondagaon là một thành phố và khu đô thị của quận Bastar thuộc bang Chhattisgarh, Ấn Độ.

## Địa lý
Kondagaon có vị trí 19°36′B 81°40′Đ / 19,6°B 81,67°Đ Nó có độ cao trung bình là 593 mét (1945 feet).

## Nhân khẩu
Theo điều tra dân số năm 2001 của Ấn Độ, Kondagaon có dân số 26.772 người. Phái nam chiếm 50% tổng số dân và phái nữ chiếm 50%. Kondagaon có tỷ lệ 64% biết đọc biết viết, cao hơn tỷ lệ trung bình toàn quốc là 59,5%: tỷ lệ cho phái nam là 73%, và tỷ lệ cho phái nữ là 55%. Tại Kondagaon, 14% dân số nhỏ hơn 6 tuổi.